# 桜駅 (愛知県)

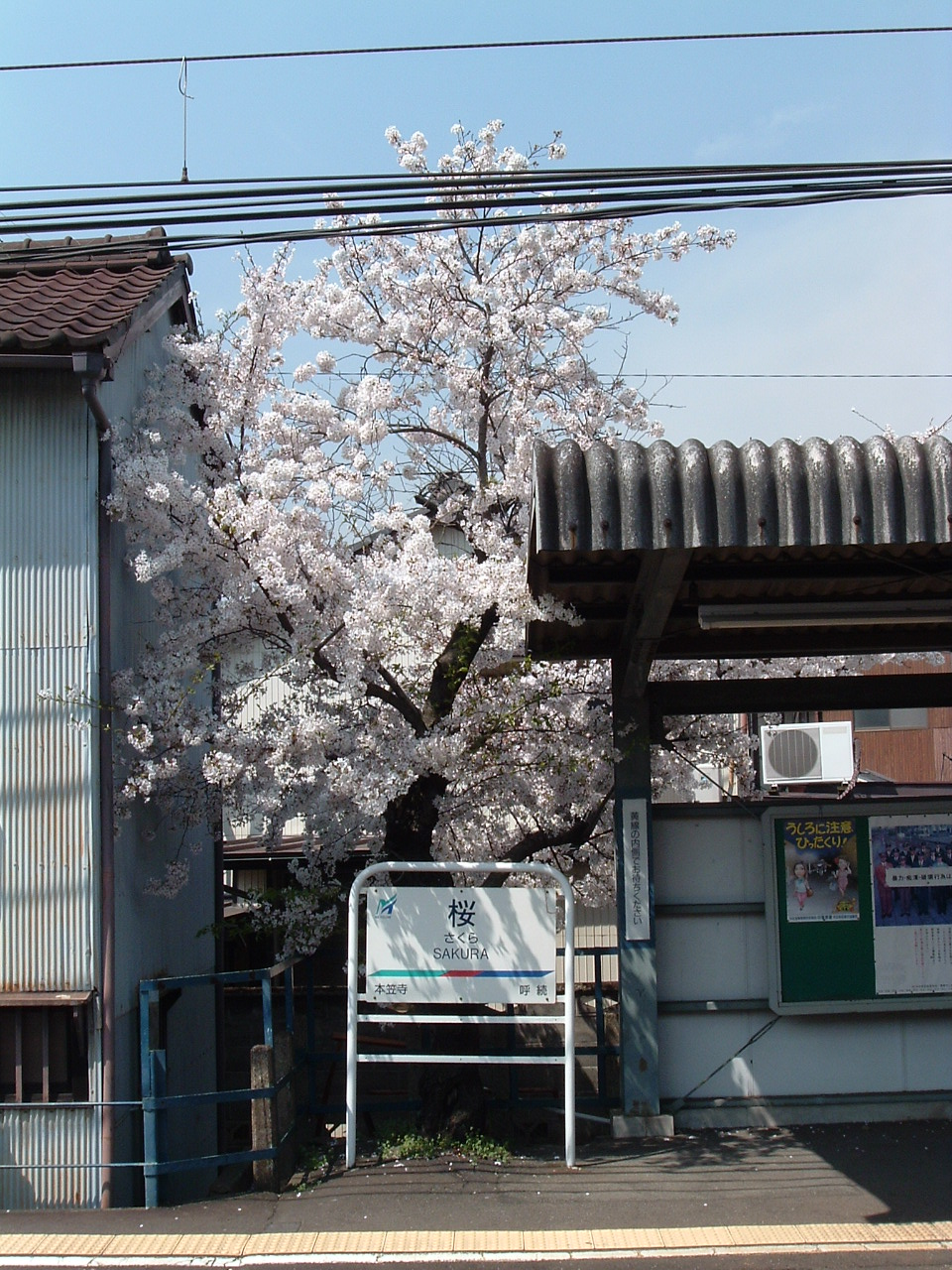
桜駅の桜

桜駅（さくらえき）は、愛知県名古屋市南区呼続4丁目にある、名古屋鉄道名古屋本線の駅である。駅番号はNH30。
現在は普通列車のみが停車するが、かつて1990年代初期の平日朝に上り準急が特別停車していたことがある。
関駅が廃止となった為、名鉄では唯一の一字駅である。

## 歴史
- 1917年（大正6年）3月7日 - 愛知電気鉄道の駅として開業[1]。
- 1935年（昭和10年）8月1日 - 名岐鉄道との合併により名古屋鉄道が発足したため、同社の駅となる。
- 1967年（昭和42年）2月16日 - 荷物営業廃止[2]。
- 1983年（昭和58年）5月17日 - 駅舎改築[3]。跨線橋新設[4]。
- 2004年（平成16年）
  - 8月 - 無人化[5]。
  - 9月15日 -「トランパス」の供用開始[6]。
- 2011年（平成23年）2月11日 - ICカード乗車券「manaca」供用開始。
- 2012年（平成24年）2月29日 - 「トランパス」供用終了。

## 駅構造
相対式2面2線ホームの地上駅。終日無人駅で、駅集中管理システム（管理駅は神宮前駅）が導入されている。ホーム有効長は6両分。改札口は1番線にある1か所のみで、2番線とはホーム呼続寄りにある跨線橋で連絡している。
駅舎が下りホームにあり、以前は上りホームに早朝・深夜、名古屋市立桜台高等学校の登校時間帯に利用できる臨時出入口が設けられていたが、トランパス利用開始に伴う駅集中管理システム導入の際、廃止された。自動改札機は元々窓口（切符売り場）があった場所より少し出口に近い位置に設置されている。自動券売機はmanaca非対応のものが駅舎入口の外に2台あったが、2017年（平成29年）夏頃に1台に減らされた。トイレは改札を入った1番線にあり、男女別の水洗式。ホームの先端（本笠寺寄り）4両分は幅が狭く、上屋もないため、特に通過電車と雨天時の傘に注意。2番線には改札口がなく、スロープもないため車椅子で当駅から豊橋方面へ向かう場合、係員の補助が必要となる。
隣の本笠寺駅との距離は0.7kmしかなく、線路は直線であるため、当駅のホーム端から本笠寺駅のホームを見ることができる。
山崎川・天白川間連続立体交差事業に伴う駅高架化計画があり、2020年（令和2年）度内に環境アセスメント準備書作成に向けて調査を進める方針となっている（但し、本星崎駅周辺の高架化を第1期整備としており、第2期整備となる当駅周辺の高架化工事の着手は2030年代半ば以降となる）。
| 番線 | 路線          | 方向 | 行先                 |
| ---- | ------------- | ---- | -------------------- |
| 1    | NH 名古屋本線 | 下り | 金山・名鉄名古屋方面 |
| 2    | NH 名古屋本線 | 上り | 東岡崎・豊橋方面     |

### 配線図
| ← 東岡崎・ 豊橋方面 | 桜駅 構内配線略図 | → 神宮前・ 名古屋方面 |
| 凡例 出典:          |                   |                       |

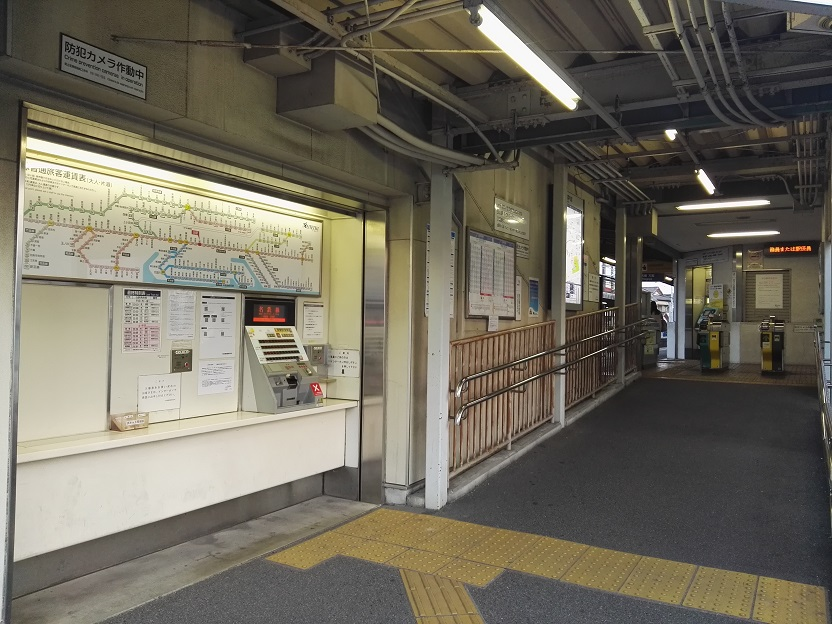
改札口
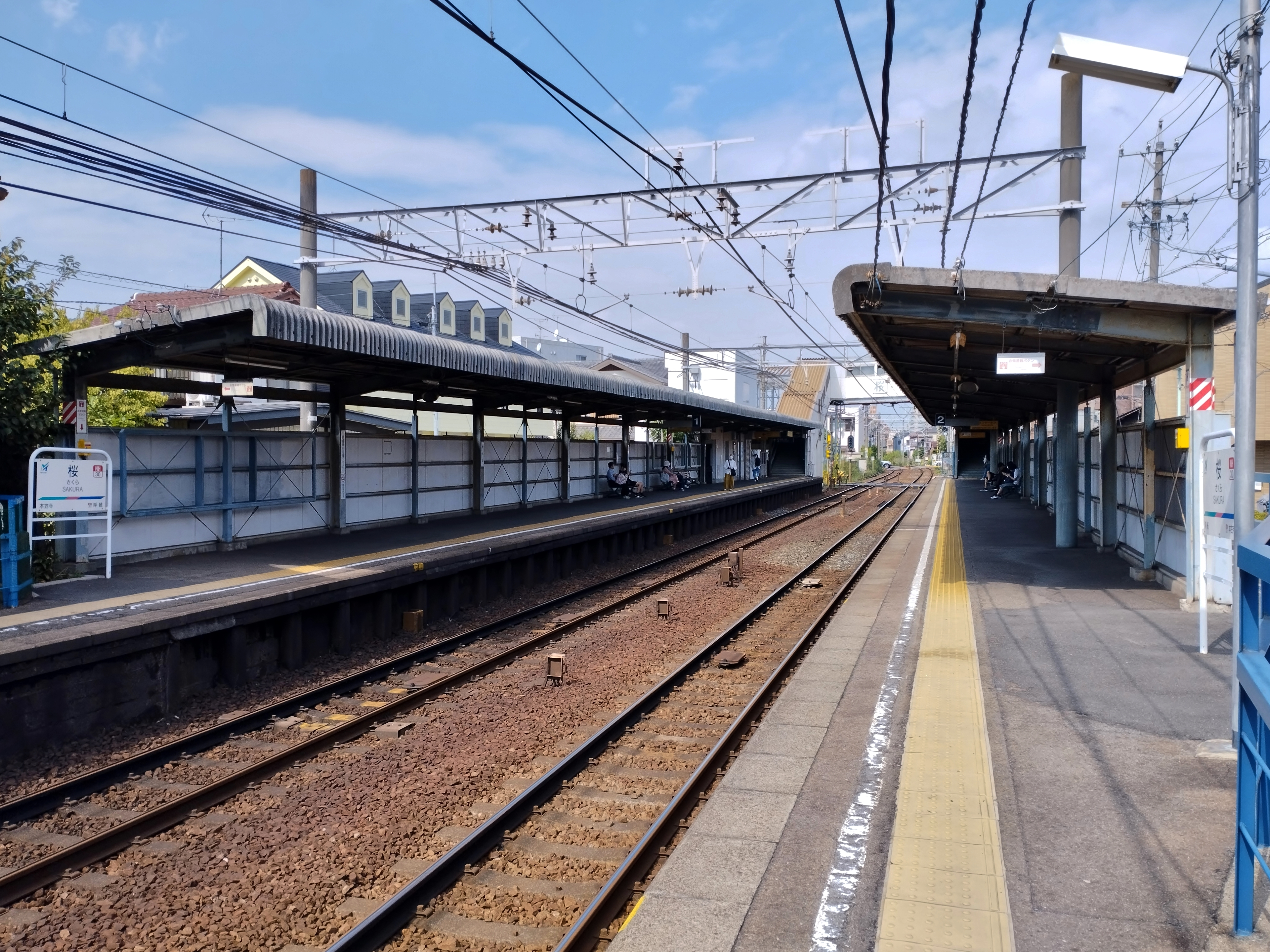
ホーム
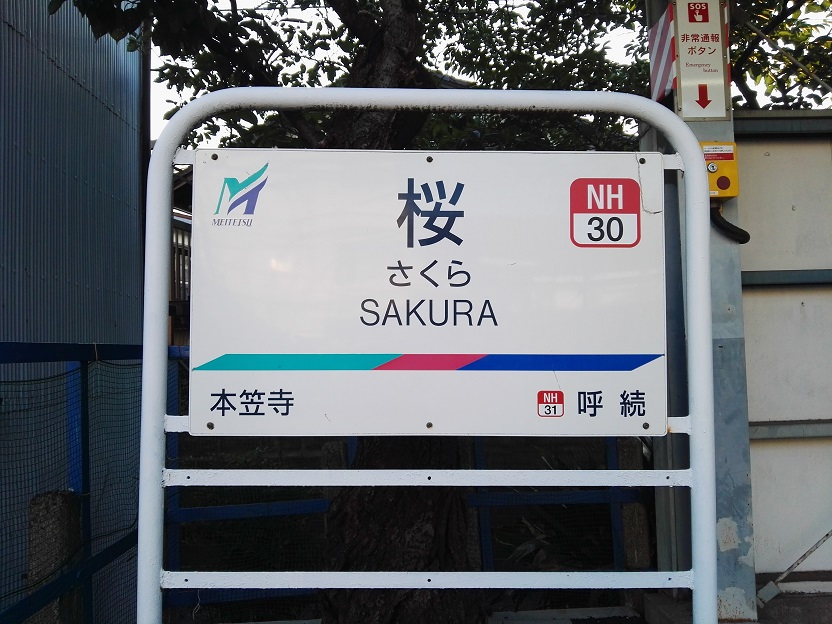
駅名標

## 利用状況
朝夕ラッシュ時は桜台高校に通学する高校生で賑わうが、近くに名古屋市営地下鉄桜通線の桜本町駅があるため普段の利用者はそれほど多くない。ただ、岡崎方面からの一部の乗客は当駅で下車して地下鉄への乗り換えに利用している（連絡運輸はなし）。実際、1994年（平成6年）の桜通線開業後は当駅の利用者は桜本町駅に奪われて大きく減少し、以後はしばらく落ち着いていたが、2011年（平成23年）の桜通線徳重開業後は若干回復している。
- 「移動等円滑化取組報告書」によれば、2020年度の1日平均乗降人員は3,621人である[12]。
- 『名鉄120年：近20年のあゆみ』によると2013年度当時の1日平均乗降人員は3,262人であり、この値は名鉄全駅（275駅）中131位、名古屋本線（60駅）中36位であった[13]。
- 『名古屋鉄道百年史』によると1992年度当時の1日平均乗降人員は5,193人であり、この値は岐阜市内線均一運賃区間内各駅（岐阜市内線・田神線・美濃町線徹明町駅 - 琴塚駅間）を除く名鉄全駅（342駅）中87位、 名古屋本線（61駅）中30位であった[14]。
- 『名古屋市統計年鑑』によると、2019年度の1日平均乗車人員は2,032人である。各年度の1日平均乗車人員は以下の通り[15]。

| 年度   | 1日平均 乗車人員 |
| ------ | ---------------- |
| 2000年 | 1,508            |
| 2001年 | 1,509            |
| 2002年 | 1,528            |
| 2003年 | 1,493            |
| 2004年 | 1,540            |
| 2005年 | 1,491            |
| 2006年 | 1,469            |
| 2007年 | 1,474            |
| 2008年 | 1,480            |
| 2009年 | 1,449            |
| 2010年 | 1,455            |
| 2011年 | 1,501            |
| 2012年 | 1,568            |
| 2013年 | 1,633            |
| 2014年 | 1,646            |
| 2015年 | 1,771            |
| 2016年 | 1,837            |
| 2017年 | 1,906            |
| 2018年 | 1,987            |
| 2019年 | 2,032            |

## 駅周辺
駅名となっている「桜」の地名は“狭い窪地”を表す「サ（狭）・クラ（座・谷）」に佳字をあてたものである。『正生考』では「狭座」とされ、『和名抄』では「作良」をあてている。
駅は名古屋環状線や東海通から狭い道を少し奥に入った、住宅地の中にある。1970年代までは桜本町一丁目交差点付近に名古屋市電の桜本町一丁目停留場が存在した。

### 主な施設
- 呼続公園
- 富部神社
- 長楽寺（動物霊園）
- 桜神明社（桜神明社古墳）
- 名古屋桜郵便局
- 名古屋市立呼続小学校
- 名古屋市立新郊中学校
- 名古屋市立桜台高等学校
- 環状線（名古屋市道名古屋環状線）
- 東海通（名古屋市道東海橋線）(当駅北方で平面交差）
- 桜本町駅 - 名古屋市営地下鉄桜通線（北へ徒歩5分）

### バス路線
駅東側100mに沿う幹線道路上に名古屋市営バスの「桜本町一丁目」バス停が、駅北側には同じく名古屋市営バスの「呼続町」バス停がある。
桜本町一丁目
- 名港16：名古屋港 - 桜本町一丁目 - 地下鉄鳴子北
- 神宮16・南巡回：神宮東門 - 桜本町一丁目 - 神宮東門
- 新瑞13：新瑞橋 - 桜本町一丁目 - 笠寺駅 - 鳴尾車庫 - 桜本町一丁目 - 新瑞橋
- 新瑞14：新瑞橋 - 桜本町一丁目 - ワイルドフラワーガーデン

呼続町
- 名港16：名古屋港 - 呼続町 - 野並 - 地下鉄鳴子北

## その他
2019年には隣県にある桜駅 (三重県)を持つ近畿日本鉄道とのコラボレーションで、受験生をターゲットにした企画乗車券「サクラサクきっぷ」（両社の桜駅から縁起のよい言葉を持つ駅までの乗車券をセット）が販売された。2020年には、こちらも両社に存在する「桜井駅」（桜井駅 (愛知県)と桜井駅 (奈良県)）の4枚の入場券を組み合わせた「サクラサクきっぷ」が販売された。

## 隣の駅
名古屋鉄道
NH 名古屋本線
□快速特急・■特急・■急行・■準急
通過
■普通
本笠寺駅（NH29） - 桜駅（NH30） - 呼続駅（NH31）